# روبرت فيشر (كاتب)
روبرت فيشر (بالإنجليزية: Robert Fisher)‏ هو أكاديمي وكاتب بريطاني، ولد في 1943.